# Abraliopsis pacificus
Abraliopsis pacificus е вид главоного от семейство Enoploteuthidae.

## Разпространение
Видът е разпространен в САЩ (Хавайски острови) и Япония (Бонински острови).